# 1991 (Kat Graham)
1991 è un brano della cantante e attrice statunitense Kat Graham, estratto come primo singolo dal suo primo album in studio, Roxbury Drive.

## Pubblicazione e promozione
L'8 febbraio 2015, durante un'intervista avvenuta sul red carpet dei Grammy Awards 2015, la cantante annuncia il suo ritorno nel mondo della musica svelando il titolo di un nuovo singolo, 1991, e la data di pubblicazione. Il brano viene pubblicato il 10 marzo 2015 dall'etichetta discografica indipendente Sound Zoo Records.
Esattamente due mesi dopo, l'8 aprile 2015, Graham si esibisce con 1991 durante una puntata del talk show statunitense Big Morning Buzz Live. Il video dell'esibizione, avvenuta sul tetto di un grattacielo, è stato pubblicato sul sito ufficiale di MTV.

## Il video musicale
Il singolo è stato accompagnato da un video musicale, trasmesso in anteprima esclusiva su MTV il 15 marzo 2015 e pubblicato il 14 maggio 2015 sul canale Vevo di Kat Graham. Le scene, ambientate in una casa in cui si svolge una festa tra ragazzi, ricordano molto l'atmosfera tipica degli anni '90 (come del resto lo stile musicale del brano e di tutto l'album da cui è stato estratto).
Il 29 giugno 2015, viene pubblicato sul canale Vevo della cantante il video musicale del remix ufficiale di 1991, intitolato 1991 (City At Night Remix).